# Gimouille
Gimouille ist eine Gemeinde mit 414 Einwohnern (Stand: 1. Januar 2022) in Zentralfrankreich im Département Nièvre in der Region Bourgogne-Franche-Comté. Gimouille gehört zum Arrondissement Nevers und zum Kanton Nevers-3. Die Einwohner werden Gémoliens genannt.

## Geografie
Gimouille liegt etwa sieben Kilometer südwestlich von Nevers an der Mündung des Allier in die Loire. Umgeben wird Gimouille von den Nachbargemeinden Marzy im Norden, Challuy im Osten, Saincaize-Meauce im Süden, Apremont-sur-Allier im Südwesten sowie Cuffy im Westen.

## Bevölkerungsentwicklung
| Jahr                       | 1962 | 1968 | 1975 | 1982 | 1990 | 1999 | 2006 | 2018 |
| Einwohner                  | 422  | 380  | 307  | 270  | 506  | 512  | 487  | 454  |
| Quellen: Cassini und INSEE |      |      |      |      |      |      |      |      |

## Sehenswürdigkeiten
- Kirche Saint-Laurent aus dem 12. Jahrhundert
- Pfarrhaus aus dem 18. Jahrhundert
- Wasserburg Le Marais aus dem 14. Jahrhundert, seit 1927 Monument historique
- Schloss Le Colombier
- Schloss Fertot, seit 2008 Monument historique
- Schloss La Grâce
- Schloss Sampanges

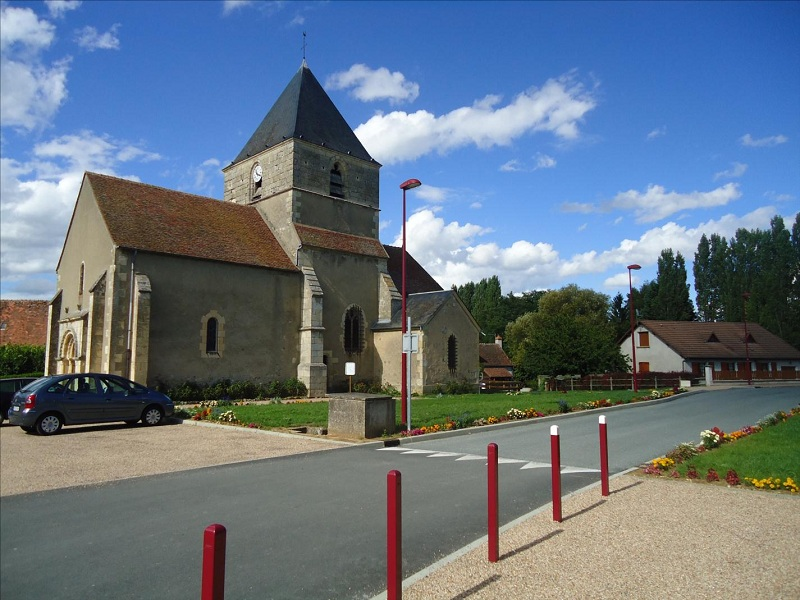
Kirche Saint-Laurent
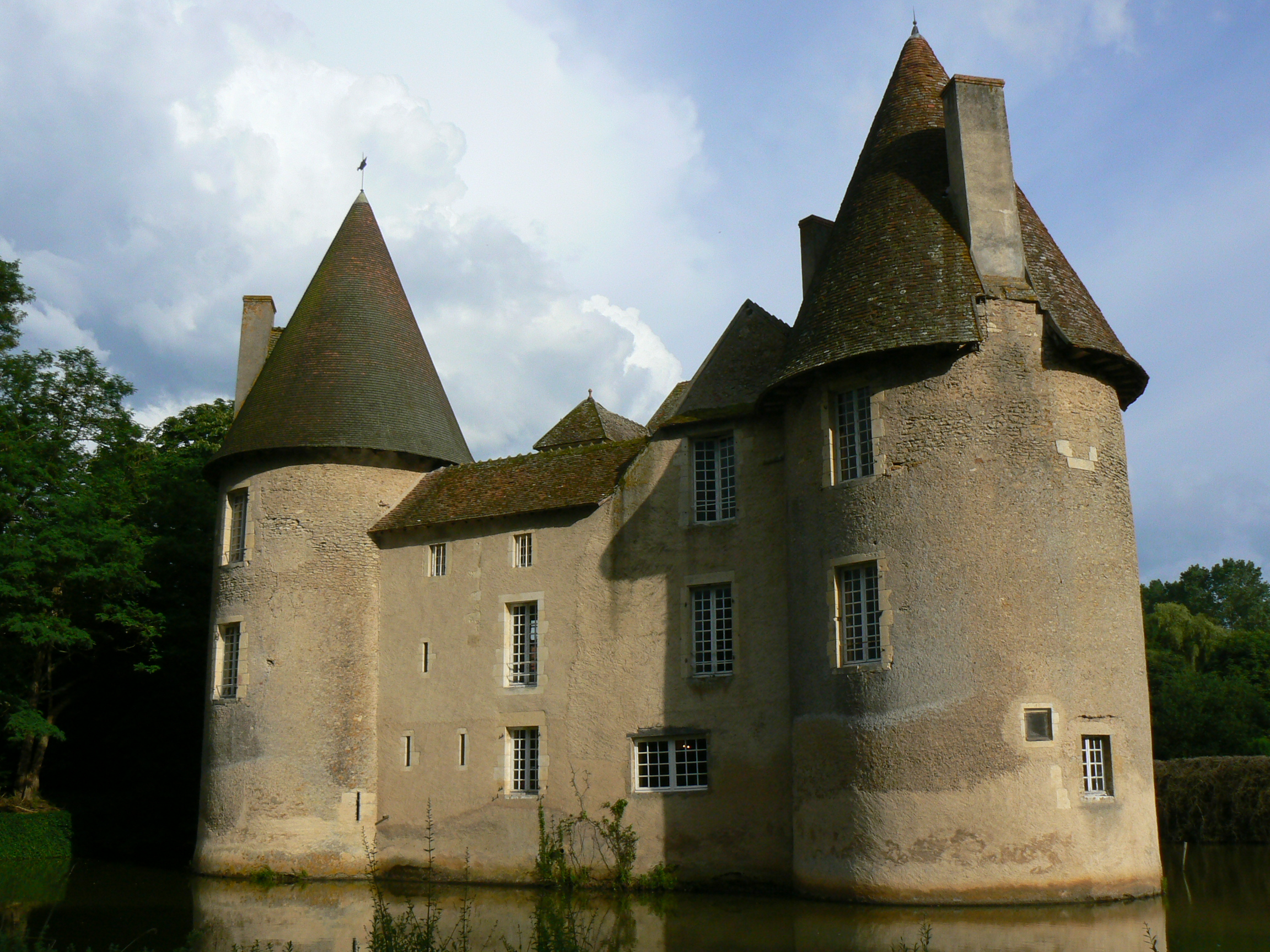
Wasserburg Le Marais